# (10558) Karlstad
(10558) Karlstad ist ein Asteroid des inneren Hauptgürtels, der am 15. September 1993 von dem belgischen Astronomen Eric Walter Elst am La-Silla-Observatorium der Europäischen Südsternwarte in Chile (IAU-Code 809) entdeckt wurde. Unbestätigte Sichtungen des Asteroiden hatte es schon am 3. und 4. April 1992 (1992 GH1) am Observatorio Astronómico Nacional de Llano del Hato in Venezuela gegeben.
Der mittlere Durchmesser des Asteroiden wurde mit 3,474 km (± 0,072) berechnet.
Nach der SMASS-Klassifikation (Small Main-Belt Asteroid Spectroscopic Survey) wurde bei einer spektroskopischen Untersuchung von Gianluca Masi, Sergio Foglia und Richard P. Binzel bei (10558) Karlstad von einer hellen Oberfläche ausgegangen, es könnte sich also, grob gesehen, um einen S-Asteroiden handeln.
(10558) Karlstad wurde am 2. März 2000 nach der schwedischen Stadt Karlstad benannt.